# Военноморски сили на Съединените американски щати
Военноморските сили на САЩ (на английски език - United States Navy, съкратено US Navy или USN) е подразделение на Въоръжените сили на САЩ и една от общо седемте служби на САЩ, които са униформени.
ВМС на САЩ разполагат с 335 000 души активен състав и 128 000 души в резерв. Корабите наброяват 280, летателните апарати са 3700 (самолети, хеликоптери).

## Звания във ВМС на САЩ

### Офицерски звания
|  |  |  |  |  |

| Флотски капитан | Капитан II ранг | Капитан III ранг | Лейтенант | Младши лейтенант | Мичман |
| O-6             | O-5             | O-4              | O-3       | O-2              | O-1    |
| --------------- | --------------- | ---------------- | --------- | ---------------- | ------ |
|                 |                 |                  |           |                  |        |